# 青髪

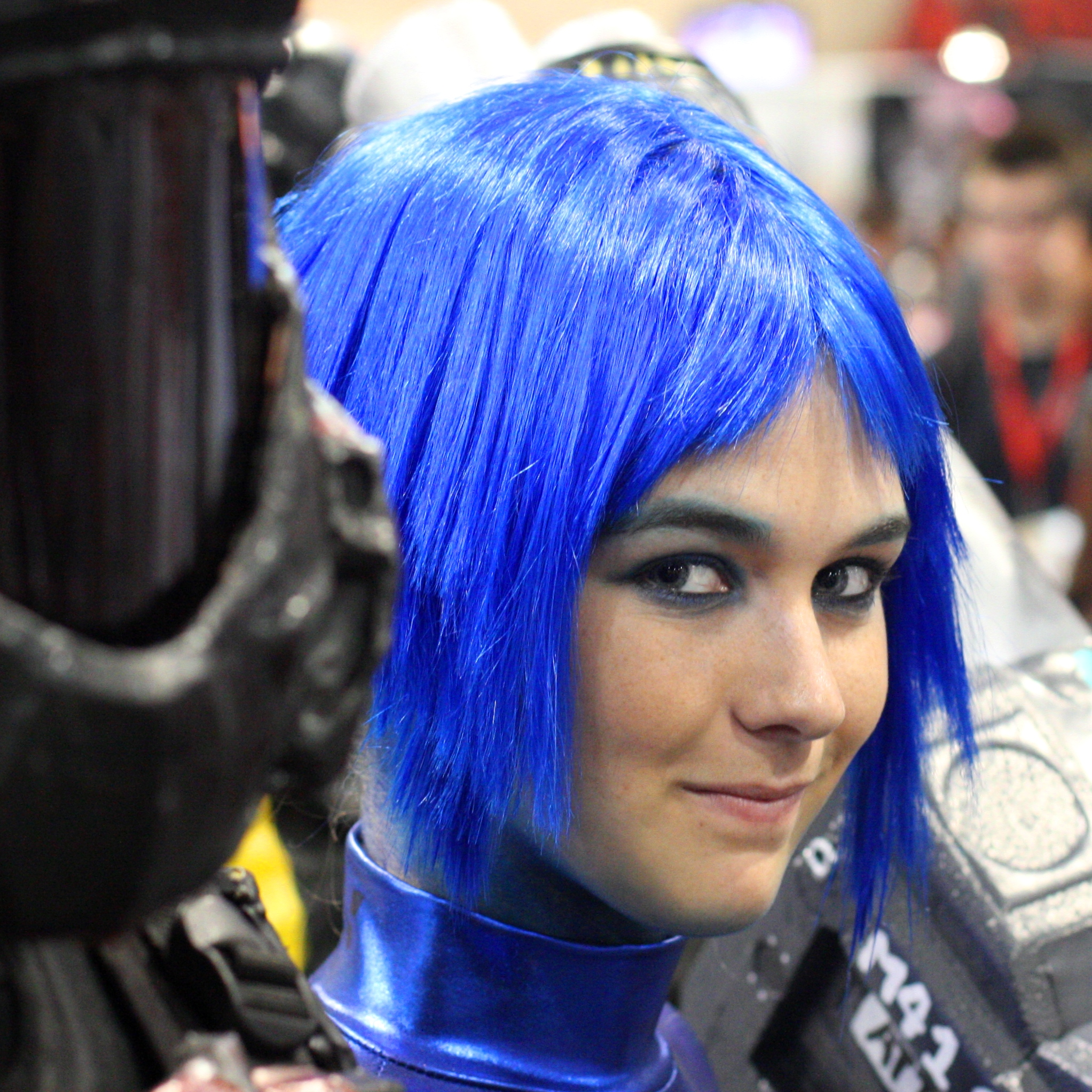
青髪の女性

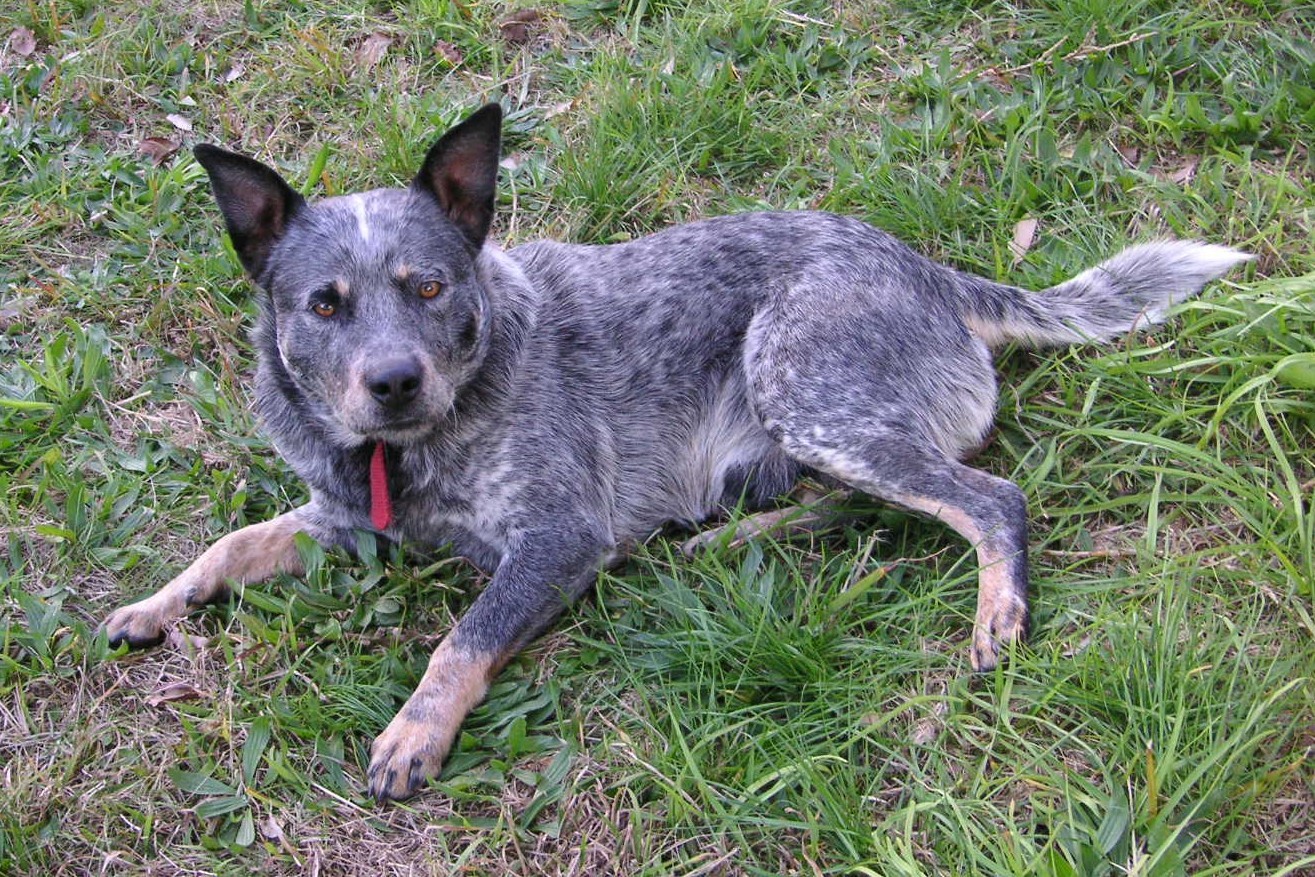
ブルー・ヒーラー

青髪（あおかみ、せいはつ） は、ヒトの髪の色素としては自然には存在しないが、染髪によって得ることができる。人によっては、光加減で青っぽく見える黒髪（青黒髪）に生まれる者もいる。また、動物ではその毛色が青毛と呼ばれるものがある。
緑髪（りょくはつ）も、自然なヒトの髪色ではない。本稿では、便宜上、緑髪についての情報も含む。
歴史的に芸術や文学では、青髪が表現に現れることがある。

## 青染髪剤
コバルトやインディゴを日常的に扱う労働者はそのダストが毛包に混ざり、青髪になることがある。これは表面のコーティングではなく、実際に髪の色が変わっている状態である。
人工的に青く染める染髪剤はアントラキノンを水とリグニンスルホン酸と調合したDisperse Blue 1が用いられていた。これはシャンプーをするたびに色が落ちていくものであった。現在では発癌性があるとみなされ、用いられなくなった。

## ファッション

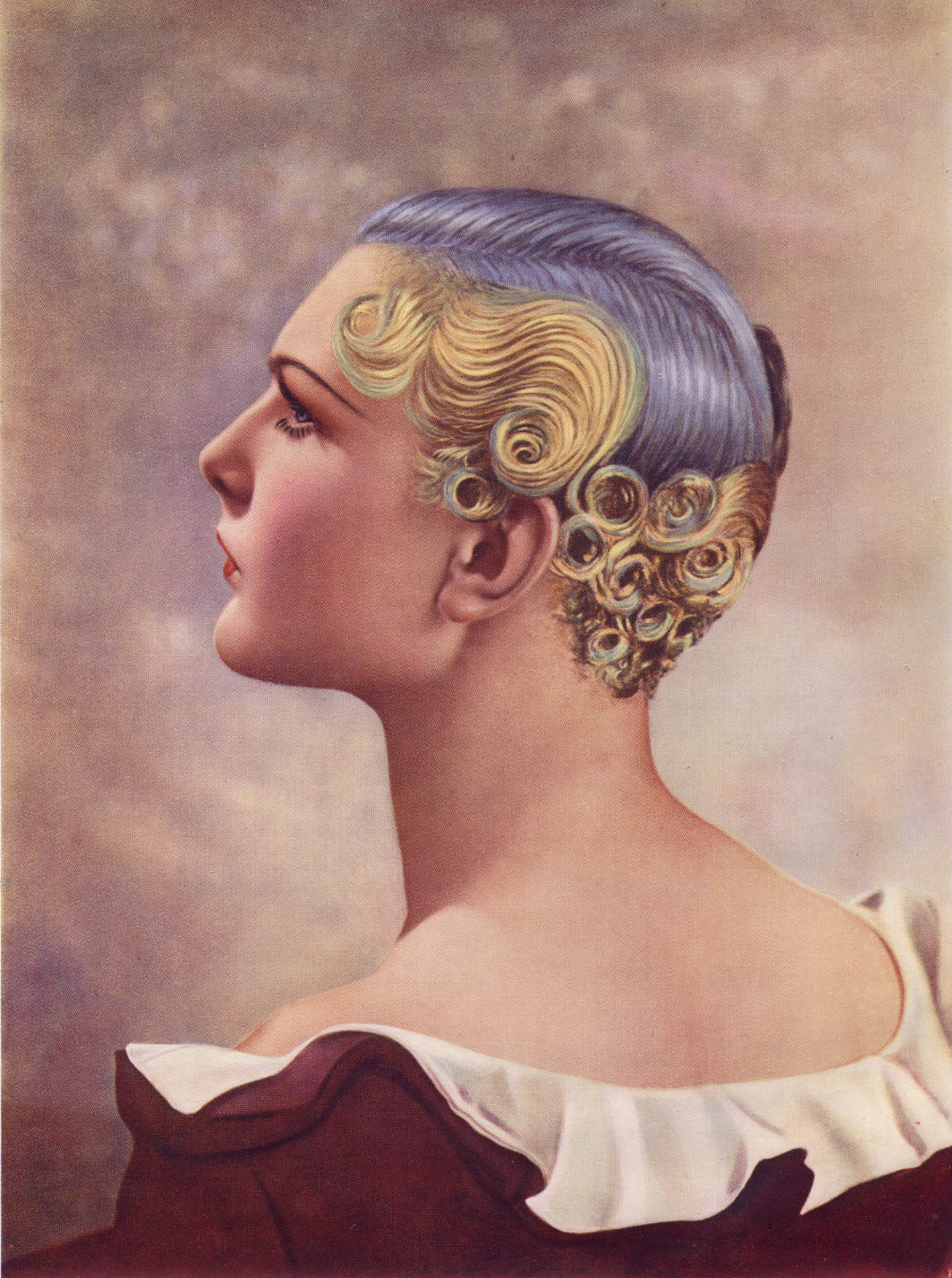
1935年のHairdressing Fashion Show Londonにおける優勝作品。当時の女性としても非常に短いショートカットにパーマを当て、トップを青っぽく染めていた。

18世紀のイギリスでは、マカロニ・ファッション家（奇抜な格好をする人）たちはカラーパウダーを使って髪を染めることがあった。例えば、政治家チャールズ・フォックスは、若い頃に青いパウダーを使って薄く青みがかった髪に染めていた。
第一次世界大戦直前の1913–1914年、明るくエキゾチックな色（青、すみれ、緑色）に髪を染めることが流行した。これはパリから始まり、ロンドンなど他の街にも広がった。1924年、セレブのための美容師en:Monsieur Antoineは彼の犬の毛を青に染め、続いて彼のクライアントだったen:Lady Elsie De Wolfe Mendlの髪を同じく薄く青色に染めた。これは新たな流行となった。
1930年代になると、ジーン・ハーロウの映画などの影響で、年配の女性がブルー・リンス（白髪を青っぽくするリンス）を使って白髪を薄っすらと青みがかった灰色に染めることが流行となった。この流行の最盛期は第二次世界大戦直後で、その中心はエリザベス王太后であった。
1950年代から1960年代は、家庭用製品や工業用製品でもカラフルな色合いのものが増え、モデルなどを中心に青、ピンク、黄色に髪を染めたりカラフルなウィッグを付けた雑誌のスナップショットやテレビCMが出始める。また、SFやファンタジー映画でもカラフルな髪（ウィッグ）のキャラクターが登場し始める。この時代の映像に残る例は、1948年の映画『緑色の髪の少年』の少年ピーター（ディーン・ストックウェル演）は緑髪。1955年の映画en:Beautiful but Dangerousの女性オペラ歌手（ジーナ・ロロブリジーダ演）は青髪で舞台に登場するシーンがある。1966年の実写映画版およびテレビ版『バットマン』のジョーカー（シーザー・ロメロ演）はショッキングな緑髪。1968年の『宇宙大作戦』に登場したシャーナ（アンジェリーク・ペティジョン演）は緑髪。1970年の『謎の円盤UFO』では月面基地の女性隊員たちの髪は紫色。1976年の映画en:The Adventures of Buratino (1976 film)のTatyana Protsenkoの髪は水色。1999年の『スター・ウォーズ エピソード1/ファントム・メナス』のDiva Shaliqua（Bianca Warren演）は青髪であった。
1970年代になると60年代流行のパステルカラーよりも原色に染めた髪が見られるようになる。例えば、イギリスのコメディドラマ番組en:Are You Being Served?では、1973年のシーズン１より主役を演じるen:Mollie Sugdenの髪の色が毎週、原色の青やピンク、紫、緑など様々な色に染められていた。ブライアン・イーノ、アンディ・マッケイ、ロイ・ウッドなども青や緑に染めていた。
さらに1970年代後半になると、ロンドンのパンクファッションとして髪を原色に染めた若者がストリートやライブハウスで見られるようになる。1980年代に入ると、モヒカン刈りやスパイクヘアと共に、原色の青、赤、ピンク、黄、緑に染める若者やミュージシャンが増え始める。これは、カラフルな髪色がサブカルチャーの一部となった最初の例であろう。例えば、イギリスのバンドen:Vice Squadのen:Beki Bondage、en:Hagar the WombのKaren Amsden、en:TigertailzのKim Hooker、日本のバンドCOLORのダイナマイト・トミーなど。
1990年代には過激なスパイクやモヒカンなどパンク系だけではなく、様々な髪型でもカラフルに染めるようになった。90年代後半になると色のバリエーションも増え、染まり具合も洗練されたものとなった。欧米ではen:Club Kidsなどのレイバー系が派手な髪型をしていた他、引き続きパンクやメタルのファンの間では髪を原色に染める者がいた。日本では、ビジュアル系バンドや一部の若者の他にも白髪のおばあちゃんが原色の青や紫に染める者が見られた。この時代の有名人は、カート・コバーン（91-92年頃）、グウェン・ステファニー（98年頃）、Hysteric Blueナオキ、MALICE MIZER Mana、FANATIC CRISIS RYUJI（98-2000年頃）など。
2000年代には、レイバー系の発展でドレッド風の髪をネオン系の色に染めたりエクステンションを付けるサイバーゴスが登場した。また2000年代半ばから2010年頃にかけては、シーンというカラフルでボリュームのある髪を好むファッションが欧米の若者の間に見られた。2004年の映画『エターナル・サンシャイン』では、ケイト・ウィンスレットが青髪である。2007年秋のマーク・ジェイコブスとen:Duckie Brownのファッションショーでは、モデルたちをパンク・ルックな青髪にした。
2010年代になると、若者がスマートフォンで簡単にセルフィーをインターネットに投稿できるようになり、派手髪系のファッションの融合と洗練がさらに進んだ。髪型（パンク、レゲエ、ゴスなど）と髪色（パステル、原色、ネオンなど）の組み合わせが非常に増えた。さらに、日米欧だけに止まらず、韓国や中国、東南アジア、中南米などでも若者の間で派手髪カルチャーが共有されるようになった。この時代には、パステルゴス、シーパンク、ツーブロックにパステル色のK-POP、増田セバスチャンによる原宿系などのファッションが髪をカラフルに染めることで有名である。また、コミック、アニメやゲームキャラクターのコスプレイヤーも、後述のような派手な髪色のキャラクターを模したウィッグをする。2016年の映画『スーサイド・スクワッド』のヒットにより、ヒロインのハーレイ・クインのように金髪にツインテールを青とピンクに染める髪型がハロウィンコスチュームで流行した。
2020年代に入っても、一部のミュージシャン、モデル、タレント、そして普通と違ったファッションを好む一般人の間でもカラフルな髪に染める流れは続いている。

## 芸術上の表現
古代エジプトやメソポタミアでは、青い髪は「聖なる美」と言われ、ラピスラズリが葬送芸術や彫像に用いられていた。
ローマ帝国軍がイングランドから撤退した後のアングロ・サクソンの絵画では多くの女性が青い髪で描かれていたが、これは現実に染めていたわけではなく、ノスタルジックな芸術上の表現だと考えられている。
仏陀の髪を青く表現されることもよくある（通常は青黒、時には非常に明るい青）。これは仏陀の様相を記述した三十二相八十種好の12番目に紺黒の髪と記されているためである。古いものでは、4-6世紀の青州の仏像群の中には青い染料が頭部に塗られていたものが見つかっている。
毛の色ではないが、西洋ではデーモン、インドではクリシュナなどの神が青く描かれたり、日本でも青い肌を持つ青鬼や緑の肌を持つ河童などがいる。

## 文学上の表現
古代ギリシアやエジプトでは、自然色よりも表現力豊かな髪色が記述されることがあった。自然には珍しい青や金の髪は神聖さの象徴と考えられていた。ホメーロスの作品には、怒ったり感情が昂ると暗青色 (kyaneos) の髪や眉毛になる人物がいくらか登場する。例えば、オデュッセウスが彼の妻に求婚する者に対峙するためにアテネを出立した際、髭が暗青色になった。他のギリシア神話の神々も青髪に描かれるものもある。これはエジプト神話の神々がラピスラズリの髪を持つと言われていたことからの影響だと考えられている。同様に、旧約聖書のイヴ、レア、ラケルもよく空色 (sky-blue) の髪を持っていたと記述されることがある。
ターコイズ色の髪の妖精は『ピノッキオの冒険』の主要キャラクターである。この妖精は、"青髪の子ども (Child with the Blue Hair)" の章に詳しく記載されている。この髪の色には様々な文学上の解釈がなされており、おそれ多さや無限、イタリアの空、または青いマントの聖母マリアと関連付けられている。
ヨーロッパでは、中世以降、青色は貴族と関連付けられることがある。例えば、青い血 (Blue blood) とは貴族の生まれを指す。また、シャルル・ペローの著作青ひげにもそれが現れている。これは別世界に住む者という発想から来ているという説もある。
ロシアに伝承する水の精霊ルサールカは緑の髪を持つ少女の姿をしていると言い伝えられている。

## 漫画・アニメのキャラクター

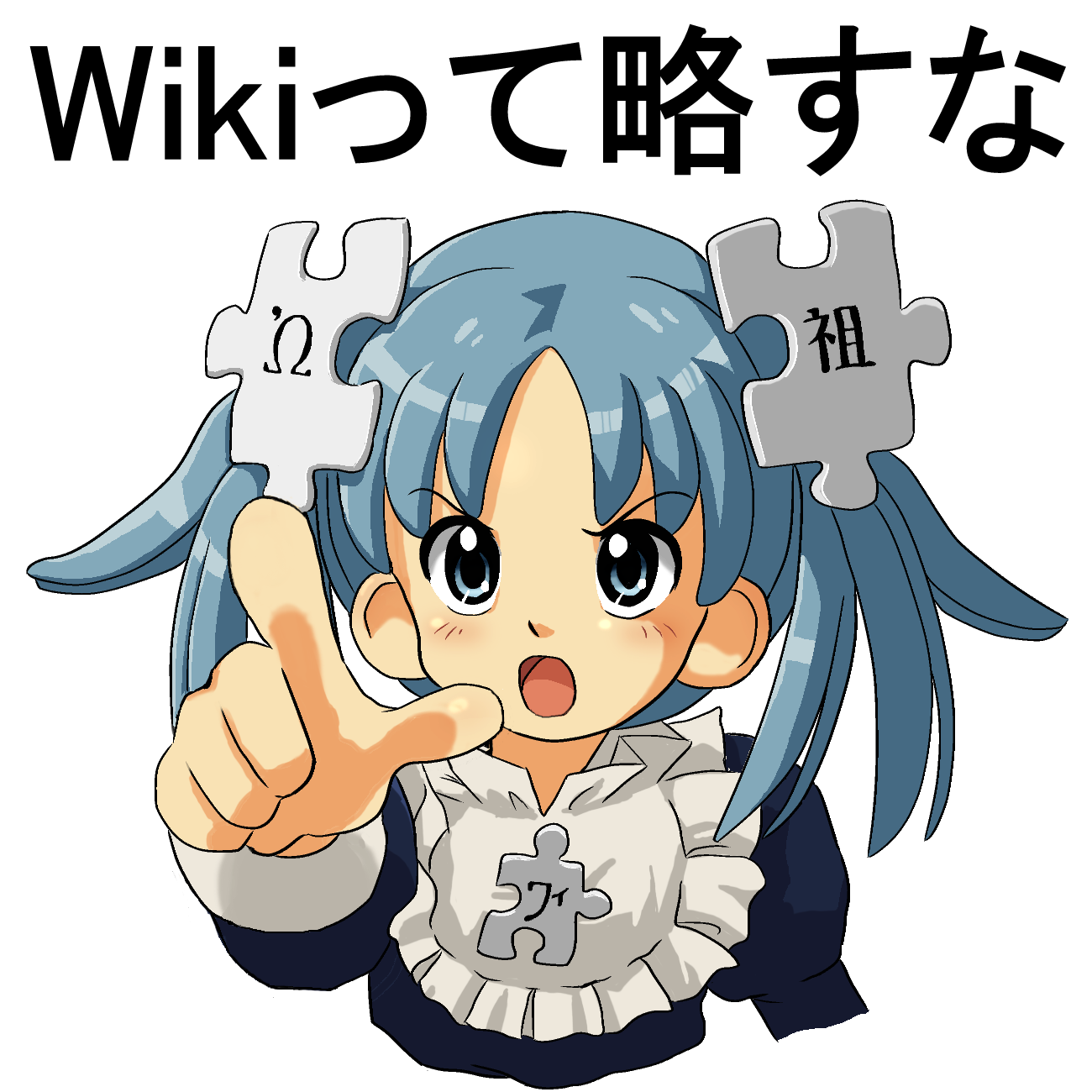
ウィキペたん

1930年代から、アメリカン・コミックのカラーページでは、スーパーマンなど黒髪のキャラクターを青っぽい色（時には緑っぽい色）、金髪のキャラクターは黄色、赤髪のキャラクターはオレンジっぽい色の髪で描くことが多かった。1940年のディズニーアニメ映画『ファンタジア』では、多くのキャラクターの髪が様々なカラフルな色になっており、少年天使ケルビムなど青髪のものもいる。1950年代や60年代は、様々なカラフルな髪色の人形が発売された。例えば、en:Troll dollやVirgo doll、en:Remco Sally Dollは青や緑髪である。
1960年代よりカラーテレビが一般家庭に普及し始め、1970年代より日本のアニメを中心にカラフルな髪色のキャラクターが多用されるようになった。

## 青毛の動物

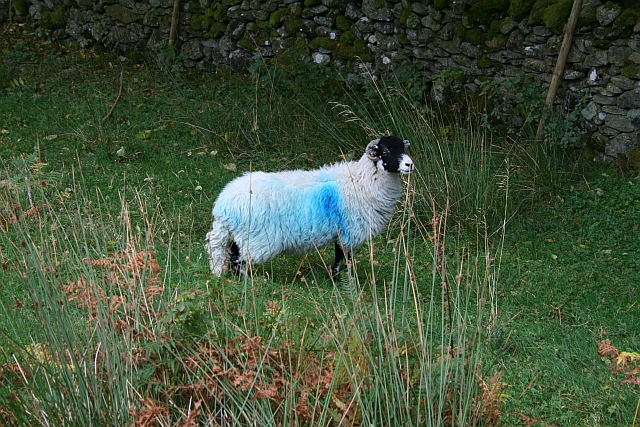
目印として毛を青く染められた羊。

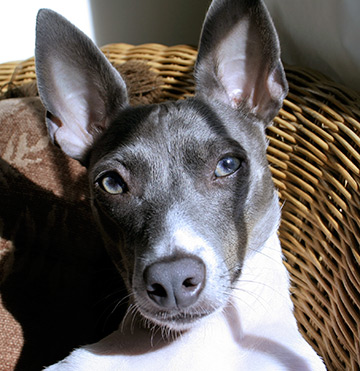
青毛のラット・テリア。

いくつかの動物には青毛を持つ品種が見られる。とはいえ、原色の外見を持つ動物はいくつかの鳥やトカゲ、カエル、魚くらいで、哺乳類では青みがかっている灰色のような毛色である。
ウサギでは、St Nicholas Blueが代表的である。
イヌでは、ケリー・ブルー・テリア、ブルーティック・クーンハウンド、グラン・ブルー・ド・ガスコーニュ
など。これらのイヌは皮膚が敏感で、アレルギーを発症しやすい。
ヒツジでは、ヒマラヤン・ブルー・シープなど。
その他の動物でも青毛と呼ばれるものがある。ウマの青毛、ネコのロシアンブルー、ある種のホッキョクギツネなどである。

## 社会的スティグマ
不自然でともすればエイリアンの印象を与える青や緑の髪は、社会的スティグマ（偏見）を持って見られることがある。
2010年代になっても、青や緑の髪は社会的に好まない者が多いという統計がある。特に、地毛が黒髪の日本では、明るい色は通常の社会人では受け付けている会社は多くない。ましてや、青や緑は、金髪や赤毛の地毛を持つ西洋社会においても奇異にみなされることが多い。また、自然に青い目や緑の目を持つ白人は、青や緑の髪にすると自然な目の色が目立たなくなるという理由で拒むものもいる。
こういった社会からの目に加えて、メンテナンスの手間からも、これらの髪色にするものはごく一部（ショービジネス系が主）で、ごく一時的に染めるだけのことが多い。